# 刘建业
刘建业（1987年6月17日—），是中国职业足球运动员，主要司职中场，但是也能胜任两个边后卫。

## 职业生涯
2005年，年仅18岁的他前往荷兰的格罗宁根参加试训，虽然最后没有被该队买入，可是该队时任主教练在其结束试训后仍然给予了很高的评价。同年就进入了沈阳金德一队。
2007年，沈阳金德队搬迁到了长沙，刘建业继续为球队效力。
2008年，他曾被长沙金德勒令离队，理由是他在训练和比赛中态度出现问题。
2009年刘建业再次回到了球队的主力阵容中，成为金德队中雷打不动的右后卫。同年首次入选了中国国家队。
2011年，在长沙金德降入中甲后，刘建业选择转会至江苏舜天。
2019年2月，刘建业租借加盟广东华南虎，租期为一年。
2020年2月，刘建业租借加盟泰州远大，租期为一年。